# Латиш Юрій Володимирович
Юрій Володимирович Ла́тиш (нар. 16 листопада 1981, Київ) — український історик, фахівець у галузі історіографії, історичної пам'яті. Кандидат історичних наук, доцент кафедри історії світового українства Київського національного університету імені Тараса Шевченка.

## Біографія
У 1999 році з відзнакою закінчив Київську середню школу № 29.
Того ж року вступив на історичний факультет Київського національного університету імені Тараса Шевченка, який з відзнакою закінчив 2004 року, отримавши кваліфікацію «магістр історії».
У 2002 та 2004 роках був переможцем Всеукраїнської студентської олімпіади з історії.
У травні 2007 року захистив дисертацію на здобуття вченого ступеня кандидата історичних наук «Українська та російська історіографії декабристського руху в Україні (20-ті рр. ХХ ст. — початок XXI ст.)» (науковий керівник Я. С. Калакура).
У 2004—2005 навчальному році працював на посаді асистента кафедри філософії Національного транспортного університету України.
З вересня 2007 року працює на посаді асистента, з липня 2011 року — доцента кафедри історії для гуманітарних факультетів. З 2016 року — доцент кафедри історії зарубіжної україністики, з 2018 року — доцент кафедри історії світового українства Київського національного університету імені Тараса Шевченка.
Працював запрошеним дослідником Єврейського університету в Єрусалимі, Європейського гуманітарного університету (Вільнюс), запрошеним професором Державного університету Лондріни (Бразилія).
На парламентських виборах 2012 року балотувався від Комуністичної партії України. На президентських виборах 2019 року підтримував Володимира Зеленського.
Член редколегії журналів «Європейські історичні студії», «Етнічна історія народів Європи», «Часопис української історії», включених до переліку наукових фахових видань України.
Брав участь в організації міжнародних наукових конференцій «Декабристські читання», «Шевченківська весна», «Алкоголь і тверезість: минуле та сучасність», «Public History. Історія в публічному просторі».
До сфери наукових зацікавлень Юрія Латиша входять історіографія, історія декабристського руху, історія СРСР, доба Перебудови, історична пам'ять, а також історія Київського університету. Його праці опубліковано українською, російською, англійською, польською, литовською, португальською, французькою мовами.
Дописує до видань «Україна модерна», Комуніст України (журнал), «ЛІВА» інтернет-журнал, «Українська правда», «Обозреватель», «Критика», «Спільне (журнал)», «2000», «Освіта.UA», «Вісті. Ізраїль», «Делфі» (Литва), «Le Monde diplomatique» (Франція).

## Науковий доробок
Ю. В. Латиш є автором понад 150 наукових праць.
Монографії та підручники:
- Українське декабристознавство. — Київ; Черкаси, 2002. — 282 с. (співавтор — Г. Д. Казьмирчук).
- Університетська decembriana. Дослідження руху декабристів у Київському університеті. — К., 2008. — 208 с.
- Історичний факультет Київського національного університету імені Тараса Шевченка: минуле й сьогодення. — К., 2004. — 356 с. (член редколегії).
- «Українські декабристи чи декабристи на Україні?». Рух декабристів очима істориків 1920-х років: збірка наукових публікацій / Михайло Грушевський та ін.; упорядкув., вступ. ст. та прим.: Григорія Казьмирчука, Юрія Латиша. — Київ : Логос, 2011. — 195 с. — 300 прим. — ISBN 978-966-171-357-3.
- Декабристи в Україні: дослідження й матеріали / Упор.: Г. Д. Казьмирчук, Ю. В. Латиш; редкол.: В. А. Смолій (голова), Г. Д. Казьмирчук (відпов. ред.), О. П. Реєнт та ін. — Київ, 2012. — Т. 7. — 440 с.
- История Украины: Учебник для иностранных студентов высших учебных заведений / Г. Д. Казьмирчук, В. И. Гусев, В. П. Капелюшный и др.; под ред. Г. Д. Казьмирчука. К., 2010. 631 с. (член авторського колективу).
- Декабристи в Україні. Історіографічні студії. К., 2014. 237 с. [Архівовано 28 березня 2017 у Wayback Machine.]
- Історія Київського університету: монографія / кер. авт. колективу В. Ф. Колесник. — К.: ВПЦ «Київський університет», 2014. — 895 с. (член авторського колективу).
- Історія в термінах і поняттях: довідник: Навчальний посібник. — Вишгород: ПП Сергійчук М. І., 2014. — 732 с. (член авторського колективу).
- Професори Київського університету: короткий біографічний довідник / редкол.: Л. В. Губерський (голова), О. К. Закусило, В. А. Бугров та ін.; наук. ред. Ю. В. Латиш. — К.: ВПЦ «Київський університет», 2019. — 634 с.
- Сидоренко Н. М., Латиш Ю. В. Вступ до університетських студій: Навчальний посібник. — К.: ВПЦ «Київський університет», 2020. — 368 с.

Наукові статті:
- Рух декабристів: дискусійні питання та спроба їх розв'язання (до 180-річчя повстання) // Український історичний журнал. 2005. № 6. С. 50—65. (співавтор — Г. Д. Казьмирчук).
- Тарас Шевченко і декабристи (До концепції та історіографії проблеми) // Декабристи в Україні: дослідження й матеріали / Наук. ред. проф. Г. Д. Казьмирчука. К., 2005. Т. 4. С.143-154. [Архівовано 28 вересня 2021 у Wayback Machine.]
- Українська та російська історіографії руху декабристів (1990-ті рр. — початок ХХІ ст.) // Українознавство. 2006. № 1. С. 266—270.
- Современное декабристоведение на постсоветском пространстве. Становление, проблематика, научные центры и перспективы развития // Декабристы. Актуальные проблемы и новые подходы. М., 2008. С. 640—662. (соавтор — Г. Д. Казьмирчук).
- Декабристський рух у дослідженнях української та російської діаспори // Український вимір: Міжнародний збірник інформаційних, освітніх, наукових, методичних статей і матеріалів з України та діаспори. Ч. 7. Чернігів, 2008. С. 122—131.
- Втрати робочого часу та боротьба за зміцнення трудової дисципліни на початку Перебудови (на матеріалах УРСР) // Часопис української історії. Вип. 16. 2009. С. 69–78.
- Перебудова в СРСР та суверенізація України очима західної людини (за мемуарами Д. Саттера) // Вісник КНУ. Історія. Вип. 96. 2009. С. 13—16.
- Концепция «украинского декабризма» // 14 декабря 1825 года. Источники, исследования, историография, библиография. Вып. VIII. СПб., 2010. С. 533—555.
- Антиалкогольна кампанія в УРСР на початку Перебудови // Питання історії України. Чернівці, 2010. Т. 13. С. 76—80.
- Антиалкогольна кампанія в Донбасі в другій половині 1980-х рр. // Південний архів. Історичні науки. Херсон, 2010. Вип. 31—32. С. 294—302.
- Визволення й відродження До 70-річчя визволення України від німецько-фашистських загарбників. Київ: Бізнесполіграф 2014
- Антиалкогольна кампанія М. Горбачова: причини, здобутки і втрати // Україна ХХ ст.: культура, ідеологія, політика. — Вип. 21. — 2016. — С. 85–100 [Архівовано 21 серпня 2016 у Wayback Machine.].
- Современное украинское декабристоведение // Историческая память России и декабристы. 1825—2015. Сборник материалов международной научной конференции (Санкт-Петербург, 14–16 декабря 2015 г.). — Сост., отв. ред. П. В. Ильин. — СПб.; Иркутск, 2019.
- Петро Шелест, Володимир Щербицький і Річард Ніксон: американський «слід» у відставці першого секретаря ЦК Компартії України // Вісник КНУ імені Тараса Шевченка. Історія. — 2020. — Вип.144. — С. 34–39 [Архівовано 25 липня 2020 у Wayback Machine.].
- Сек'юритизація історичної пам'яті під час російсько-української війни // Наукові праці Кам'янець-Подільського національного університету імені Івана Огієнка. Історичні науки. 2022. Т.38. С.178–188.
- Между Сциллой реванша и Харибдой национальной бритвы, или Повесть об (не)идеальном человеке. Рец.: Киянская О. Люди двадцатых годов. Декабрист Сергей Муравьев-Апостол // Историческая экспертиза, 2023.
- Ретротопия Владимира Путина, или Как превратить империалистическую войну в гражданскую // Историческая экспертиза, 2024.

## Публіцистика
- Ледокол «Саддам» // 2000. 2004. № 41 (239), 8 14 октября. С. С4. [Архівовано 31 травня 2015 у Wayback Machine.]
- Ледокол-2. Талибы: апогей мракобесия или апогей цинизма? // 2000. 2005. № 8 (258), 25 февраля — 3 марта. С. С4—5.
- Страна горного орла // 2000. 2009. № 44 (483), 30 октября — 5 ноября. С. С8.
- Что такое коррупция и как с ней бороться? [Архівовано 7 березня 2016 у Wayback Machine.]
- Брекзит і правий поворот у Європі
- Лишние люди на пурпурных полях [Архівовано 11 липня 2016 у Wayback Machine.]
- Эпоха демодернизации [Архівовано 19 листопада 2016 у Wayback Machine.]
- Как нам избежать превращения в эпицентр мировой войны [Архівовано 2 січня 2019 у Wayback Machine.]
- Володимир Щербицький: людина та її епоха [Архівовано 25 липня 2020 у Wayback Machine.]
- Портрет комуніста у вишиванці: рецензія на біографію Петра Шелеста [Архівовано 1 січня 2022 у Wayback Machine.]
- Ізраїль та російсько-українська війна [Архівовано 7 травня 2022 у Wayback Machine.]
- Чи загрожує Європі українізація, або Чим схвильований Юрґен Габермас?
- Может ли Украина стать вторым Израилем: мнение историка
- Российская вина: немецкие уроки, украинские ожидания и видение антиимперской оппозиции
- МЕЖДУ НАУКОЙ И ПОЛИТИКОЙ (Рец. на кн.: Солдатенко В. Національна пам'ять (ресурси та наголоси): збірник наукових праць. — Київ: ДП «НВЦ „Пріоритети“», 2016. — 304 с.)
- Есть ли в Украине «нацисты»: история вопроса глазами ученого
- Комуніст України. Більшовицька українізація
- ПОБЕДА И ПОРАЖЕНИЕ ДЖЕРЕМИ КОРБИНА
- Ерік Онобль, Юрій Латиш Перемога над нацизмом: погляд з Києва // Le Monde diplomatique. Травень 2025. С.16 (французькою мовою)

## Публічні виступи
- 190 лет с восстания декабристов. Радио «Вести». 22 ноября 2015 г. [Архівовано 8 березня 2016 у Wayback Machine.]
- Секретний фронт. Телеканал ICTV. 6 липня 2016 р.
- Декабристи: український слід. Суспільний університет. Перший Національний. 17 жовтня 2016 р. [Архівовано 13 січня 2022 у Wayback Machine.]
- Згадати Все. Горбачовська антиалкогольна кампанія. 15 лютого 2018 р.
- Юрій Латиш. Історичний контекст серіалу «Гра Престолів». 17 листопада 2018 р. [Архівовано 1 січня 2022 у Wayback Machine.]
- Латыш: Богдан Хмельницкий стремился к военному союзу с русским царем. 20 січня 2021 р. [Архівовано 1 січня 2022 у Wayback Machine.]
- Юрій Латиш. Антиалкогольна кампанія доби Перебудови: причини провалу та досвід для сьогодення. 10 березня 2021 р. [Архівовано 1 січня 2022 у Wayback Machine.]
- Ю. Латыш: «ВНО помогло преодолеть коррупцию в образовании, но ничего не дало для его качества». 23 серпня 2021 р. [Архівовано 1 січня 2022 у Wayback Machine.]
- «Сухий закон». ТСН. Тиждень. 14.05.2023

## Громадська й політична діяльність
- У 2003—2007 роках очолював Наукове товариство студентів та аспірантів історичного факультету, а в 2004—2005 роках був заступником голови Наукового товариства студентів та аспірантів Київського національного університету імені Тараса Шевченка.
- Член Комуністичної Партії України, за списком партії під номером 174 балотувався до Верховної Ради 7-го скликання, але обраним не був.[12]
- 2015 року підписав звернення науковців та експертів-українознавців із закликом не підписувати законопроєкти № 2538-1 («Про правовий статус та вшанування пам'яті учасників боротьби за незалежність України у ХХ столітті») та № 2558 («Про засудження комуністичного та націонал-соціалістичного (нацистського) тоталітарних режимів та заборону використання їх символіки»).[13][14]
- 2019 року публічно підтримав Володимира Зеленського на президентських виборах 2019 року.[3]

## Публікації про Юрія Латиша
- Кліо вітає переможців // Київський університет. 2002. № 8, вересень. С. 2.
- Юрочкіна І. Г. Прилюдний захист дисертації Ю. В. Латишем // Соціальна історія. Вип. ІІІ. 2008. С. 169—170
- Шпак В. Волинські конференції: інформація до роздумів // Урядовий кур'єр. 2009. 5 листопада.

## Учні
Вихованка Латиша Ю. В. Фараносова М. В. із секції «Історія України» Київської МАН, стала переможнецею Всеукраїнського конкурсу-захисту науково-дослідницьких робіт учнів-членів Малої академії наук України у 2021 році, та відповідно стала Президентською стипендіаткою.